# 柳橋中央市場
座標: 北緯35度10分11.8秒 東経136度53分16.3秒 / 北緯35.169944度 東経136.887861度

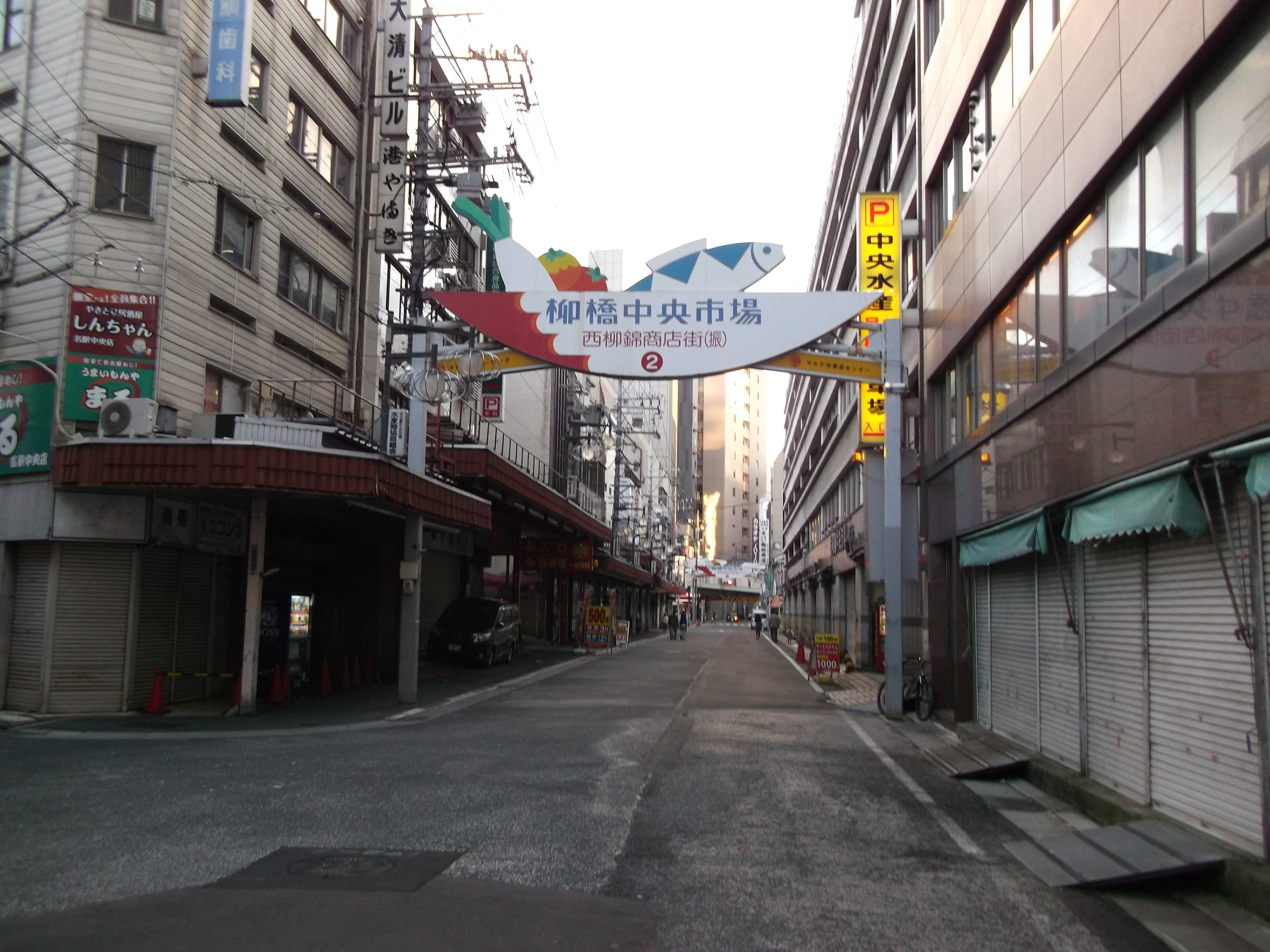
柳橋中央市場（2014年11月）

柳橋中央市場（やなぎばしちゅうおうしじょう、やなぎばしちゅうおういちば）は、愛知県名古屋市中村区名駅に所在する民間の食品卸売市場。名古屋の「市民の台所」として重要な役割を有している。

## 概要
全国屈指の規模を持つ食品卸売市場であり、名古屋市の都心の一つである名古屋駅から東へ徒歩で5分〜10分という一等地に立地している。市場の成立は1910年（明治43年）と言われ、当地において自然発生した万物問屋をまとめたものとされる。
4000坪の市場には、約300店舗が営業している。1999年（平成11年）の時点で、そのうちの約90店舗が中央水産ビル（2019年閉鎖）に並び、名古屋中央市場水産物協同組合を構成していた。また、1969年（昭和44年）開場のマルナカ食品センターには、約50店舗が出店する。そのほか、約30店舗を擁する名古屋綜合市場ビルも存在しており、このビルは2009年時点で50年の歴史を有している。
民間市場であることから、鮮魚の卸売のほかに地元住民のための市場であるという意識が強いとされる。また、市場利用者向けの飲食店も多く存在するために、一般客も多く利用する。場内の飲食店は、定食屋・蕎麦屋・丼屋が多く、魚介料理の店は少ない。日本国内の魚だけでなく、アフリカや東南アジア、ラテンアメリカなど世界の魚も手広く扱っていることも特徴である。また、香港や台湾で発行されるガイドブックにも観光スポットとして紹介されているという。
マルナカ食品センターでは観光客向けに場内見学ツアーを毎週金曜・土曜日に開催している。マルナカ食品センターの店舗の半数は鮮魚店で、南知多・師崎・豊浜・神島といった三河湾・伊勢湾など近海の海産物も多い。

なお市場内には、名古屋ではほぼ唯一の地ビールの醸造所が存在する。
また市場直結の場所には、柳橋ビアガーデンもあり、春から夏にかけて営業している。

## 歴史
柳橋中央市場は、1886年（明治19年）に禰宜町通の明治橋付近に青物市場が置かれたことをルーツとしている。創業当時、名古屋駅はまだ存在しなかったが、愛知郡・海東郡・海西郡の各郡から名古屋市への入口の一つであり、生魚市場が置かれ、物流の拠点ではあった。そこに目をつけた小出増蔵なる人物が、自宅の庭に枇杷島市場を参考にした青物市場を創業したのであった。1886年（明治19年）に名古屋駅が開業すると、この市場は次第に発展を続け、1896年（明治29年）に西柳町に移転することとなった。さらに1903年（明治36年）には前述の小出のほか、西柳町在の天木谷三郎・成田角次郎および禰宜町在の小川伊三郎の4人が商いをするようになっていた。1910年（明治43年）5月27日には、当時の愛知県知事深野一三および名古屋市長加藤重三郎の仲介により、名古屋財界の奥田正香、山田才吉、花井畠三郎、白石半助、上遠野富之助、兼松凞、井上茂兵衛、吉田高朗ら実業家9人が発起人となり、資本金30万円の中央市場株式会社が発足することとなった。西区（当時）西柳町8番地にあった旧軍用停車場の跡地を使用し、同年6月に営業を開始した。同社は付近の問屋および仲買を収容し、青果問屋8名および魚鳥問屋1名に対して貸し出す形が取られた。
戦後は名古屋駅の近隣に存在することから一帯の地価が上昇し、そのため、1960年代からは市場のビル化が進んだ。2019年（令和元年）10月に中央水産ビルは閉鎖し、2020年（令和2年）1月にキング観光が取得、跡地にパチンコ店を核とした複合娯楽施設を建設することが発表された。

## ギャラリー
- 醸造所の様子（2017年11月）
- 名古屋綜合市場
- 名古屋綜合市場
- マルナカ食品センター

### WEB
1. 1 2 3 4  “マルナカについて”.   中央市場総合食品センター. 2017年2月25日閲覧。
2. ↑  中西沙織 (2009年6月26日). “名古屋の台所「柳橋中央市場」をマルナカ社長がご案内！旬の味覚と現代の食事情〈夏編〉”.   名駅経済新聞. 2017年2月25日閲覧。
3. 1 2 3  nishigiwa (2016年12月12日). “名駅から歩いて10分「柳橋中央市場」でご飯！おすすめグルメ6選”.   icotto. 2017年2月25日閲覧。

### 新聞
1. 1 2  “キング観光が名駅柳橋の「中央水産ビル」取得 アミューズメント複合施設建設へ”.  中部経済新聞 (2020年1月10日). 2020年3月29日閲覧。
2. 1 2  “名古屋・柳橋中央市場 (元気まちへ) 【名古屋】”. 朝日新聞朝刊:  p. 24. (1999年12月9日)
3. ↑  “市場ビル入り口 城門風に改装”. 中日新聞朝刊なごや東総合版:  p. 21. (2009年12月13日)
4. ↑  “時代を読む ジェラルド・カーティス 魚市場と地球環境問題”. 東京新聞朝刊:  p. 1. (1997年11月2日)。
5. ↑  “柳橋に地ビール醸造所” (日本語). 中日新聞朝刊市民版:  p. 24. (2014年2月25日)

### 書籍
1. 1 2 3 4 5  上村 2015, p. 10.
2. ↑  新修名古屋市史編集委員会 2001, p. 245.
3. 1 2 3  名古屋市 1954, pp. 296–297.
4. ↑  名古屋市 1954, p. 297.
5. 1 2  名古屋市 1954, p. 298.
6. ↑  名古屋市 1954, p. 299.